# Here Comes the Grump
Here comes the Grump foi um desenho produzido em 1969 pela DePatie-Freleng Enterprises e exibido a partir da década de 1970 no Brasil com o nome de Grump, o feiticeiro trapalhão.
Os personagens principais da história eram o bruxo Grump, seu dragão voador verde Ringo, a princesa Aurora(princesa Dawn) e o jovem Terry Dexter (do mundo real).
Grump havia lançado uma maldição sobre o reino da princesa Aurora, e, para escapar disso, ela precisava encontrar a Chave de Cristal no Vale das Orquídeas Sussurrantes. Porém, o bruxo perseguia a todo momento a princesa e seu ajudante Terry, evitando assim que ela pudesse recuperar a autonomia sobre seu reino.
Ringo, dragão de Grump, muitas vezes, mesmo estando a serviço de seu dono, ajudava sem querer Aurora e Terry a se distanciarem do mago, pois sofria de uma certa alergia e a cada vez que espirrava  queimava tudo ao seu redor, principalmente Grump.
As histórias se passavam muitas vezes em lugares malucos ou psicodélicos, como o "Mundo dos Relógios" e o "Mundo das Portas". 
Aurora e Terry possuíam um meio de locomoção semelhante a um dirigível que no lugar do balão de ar tinha uma sombrinha bem estranha.
No Brasil Grump foi exibido na TV Tupi na década de 70 e na Rede Globo (nos programas TV Colosso e Angel Mix) na década de 90.

## Lista de episódios
1. A Batalha dos Balões  (6 de setembro de 1969)
2. O grande Grump comilão (/13 de setembro de 1969)
3. As Árvores Amigas  (20 de setembro de 1969)
4. A Mina dos Anões (27 de setembro de 1969)
5. O bom navio fantasma (4 de outubro de 1969)
6. Peter, o Pincel (11 de outubro de 1969)
7. O mar de limonada (18 de outubro de 1969)
8. Cuidado com os Gigantes (25 de outubro de 1969)
9. Os Bonecos das Caixas (1 de novembro de 1969)
10. Uma visita a cidade fantasma (8 de novembro de 1969)
11. O Toque de Ouro (15 de novembro de 1969)
12. Os Sapatos de Sapatolândia (22 de novembro de 1969)
13. A Bruxa Indecisa (29 de novembro de 1969)
14. As Piadas do Rei (6 de dezembro de 1969)
15. Os Pássaros Construtores (13 de dezembro de 1969)
16. A Cidade das Portas (20 de dezembro de 1969)
17. O Fundo do Mar (27 de dezembro de 1969)
18. O Bom e o Mau ( 3 de janeiro de 1970)
19. A Cidade Limpa ( 10 de janeiro de 1970)
20. O Bronca Ranzinza (17 de janeiro de 1970)
21. Willy Sobre Rodas (24 de janeiro de 1970)
22. O Falador da Ilha do Eco (31 de janeiro de 1970)
23. O País das Maravilhas (7 de fevereiro de 1970)
24. As Formigas Indígenas (14 de fevereiro de 1970)
25. Na Hora Certa (21 de fevereiro de 1970)
26. A Cidade dos Quadros (28 de fevereiro de 1970)
27. A Cidade da Neve (7 de março de 1970)
28. A Terra do Conto de Fadas (14 de março de 1970)
29. The Bailed Up Bloonywoonies (21 de março de 1970)
30. A Terra dos Querubins (28 de março de 1970)
31. A Cidades dos Cabeçudos (4 de abril de 1970)
32. Os Saltitantes (11 de abril de 1970)
33. A Perigosa Máquina Voadora (18 de abril de 1970)
34. O Mágico Atrapalhado (25 de abril de 1970)

## Dubladores

### No Brasil
- Narrador: Leonel Abrantes[1]
- Grump/Rabugento: Jomeri Pozzoli[1]
- Terry Dexter: Oberdan Júnior[1]
- Princesa Aurora: Adriana Torres[1]